# Communauté de communes de la Plaine Jurassienne
Die Communauté de communes de la Plaine Jurassienne ist ein französischer Gemeindeverband mit der Rechtsform einer Communauté de communes im Département Jura in der Region Bourgogne-Franche-Comté. Sie wurde am 21. Dezember 2001 gegründet und umfasst 21 Gemeinden. Der Verwaltungssitz befindet sich im Ort Chaussin.

## Mitgliedsgemeinden
| Gemeinde                                        | Einwohner 1. Januar 2022 | Fläche km² | Dichte Einw./km² | Code INSEE | Postleitzahl |
| ----------------------------------------------- | ------------------------ | ---------- | ---------------- | ---------- | ------------ |
| Annoire                                         | 423                      | 15,69      | 27               | 39011      | 39120        |
| Asnans-Beauvoisin                               | 724                      | 16,24      | 45               | 39022      | 39120        |
| Balaiseaux                                      | 300                      | 6,01       | 50               | 39034      | 39120        |
| Bretenières                                     | 44                       | 4,11       | 11               | 39077      | 39120        |
| Chaînée-des-Coupis                              | 185                      | 5,04       | 37               | 39090      | 39120        |
| Chaussin                                        | 1.576                    | 16,82      | 94               | 39128      | 39120        |
| Chemin                                          | 317                      | 9,14       | 35               | 39138      | 39120        |
| Chêne-Bernard                                   | 80                       | 3,61       | 22               | 39139      | 39120        |
| Gatey                                           | 364                      | 14,84      | 25               | 39245      | 39120        |
| Les Essards-Taignevaux                          | 247                      | 5,40       | 46               | 39211      | 39120        |
| Les Hays                                        | 351                      | 6,80       | 52               | 39266      | 39120        |
| Longwy-sur-le-Doubs                             | 493                      | 16,46      | 30               | 39299      | 39120        |
| Molay                                           | 506                      | 6,38       | 79               | 39338      | 39500        |
| Neublans-Abergement                             | 549                      | 11,64      | 47               | 39385      | 39120        |
| Petit-Noir                                      | 1.063                    | 20,52      | 52               | 39415      | 39120        |
| Pleure                                          | 437                      | 5,07       | 86               | 39429      | 39120        |
| Rahon                                           | 450                      | 19,60      | 23               | 39448      | 39120        |
| Saint-Baraing                                   | 255                      | 6,28       | 41               | 39477      | 39120        |
| Saint-Loup                                      | 239                      | 9,58       | 25               | 39490      | 39120        |
| Séligney                                        | 78                       | 4,15       | 19               | 39507      | 39120        |
| Tassenières                                     | 396                      | 6,64       | 60               | 39525      | 39120        |
| Communauté de communes de la Plaine Jurassienne | 9.077                    | 210,02     | 43               | –          | –            |